# Vakuum (film)
|  | Denne artikel er oprettet af botten Steenthbot ud fra en ekstern database. Den kan derfor have sproglige fejl eller mangler. Denne skabelon kan fjernes efter kontrol af indholdet. |

Vakuum er en dansk kortfilm fra 2005 instrueret af Bo Mikkelsen.

## Handling
Hvad er at fortrække: Ensomhed, eller en misforstået kærlig hånd? Tre historier om at være menneske på godt og ondt.

## Medvirkende
- Ditte Gråbøl, Kone
- Kristian Halken, Mand
- Ronnie Lorenzen, Søn
- Lars Ranthe, Far
- Helge Scheuer, Gammel mand